# 芒特隆
芒特隆（法語：Manthelon，法語發音：[mɑ̃tlɔ̃]）是法国厄尔省的一个旧市镇，属于埃夫勒区。2016年1月1日，芒特隆和相邻的另外5个市镇合并为新市镇伊通河畔梅尼勒（Mesnils-sur-Iton）。

## 地理
芒特隆（48°54'41"N, 1°2'50"E）面积14.55 平方千米，位于法国诺曼底大区厄尔省，该省份为法国北部内陆省份，北起滨海塞纳省，西接奧恩省和卡爾瓦多斯省，南至厄尔-卢瓦省，东临瓦兹省、瓦兹河谷省和伊夫林省。
与芒特隆接壤的市镇（或旧市镇、城区）包括：尚特卢、莱塞萨尔、诺让勒塞克、勒萨克。
芒特隆的时区为UTC+01:00、UTC+02:00（夏令时）。

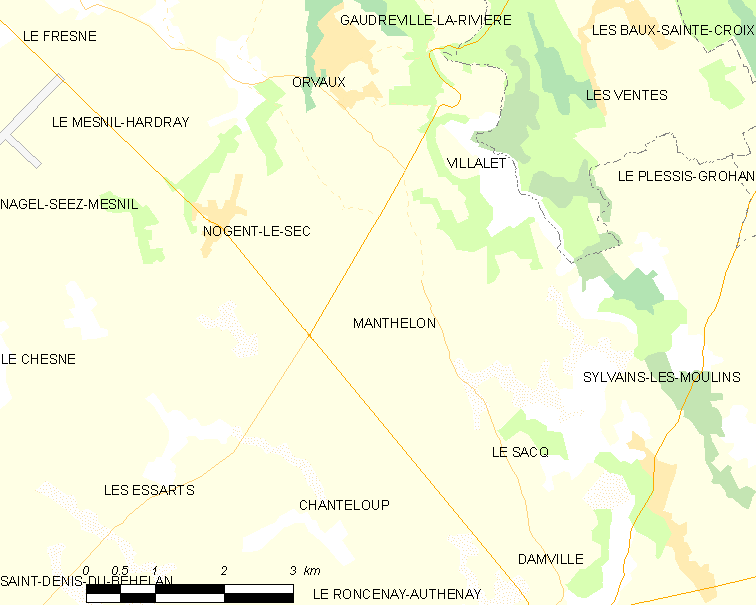
芒特隆的OSM定位图

## 行政
芒特隆的邮政编码为27240，INSEE市镇编码为27387。

## 政治
芒特隆所属的省级选区为阿夫尔河和伊通河畔韦尔讷伊县。

## 人口

1962-2008年间芒特隆人口变化图示

芒特隆于2015时的人口数量为354人。